# Muhammad ibn al-Ash'ath al-Juza'i
Muhammad ibn al-Ash'ath al-Juza'i fue uno de los primeros partidarios de los abasíes, luego gobernador de Irán, Egipto e Ifriqiya durante su califato.

## Vida
Muhammad fue vice naqib en Jorasán durante la fase de expansión del movimiento abasí y luego durante la posterior Revolución abasí. Al extenderse el levantamiento abasí, Abu Muslim lo nombró gobernador de Tabasayn, Fars y Kermán. En 755 participó en el aplastamiento de la rebelión de Sunpadh en Rayy, y al año siguiente se enfrentó a otro rebelde, Jawhar ibn Marar, también en Rayy (puede que los dos acontecimientos se hayan mezclado en las fuentes de modo que Muhammad en realidad quizá solo participó en un uno de ellos).
En 758-759, se lo nombró gobernador de Egipto, cargo que desempeñó hasta 760-761; a continuación se lo envió al oeste a luchar contra los ibadíes de Ifriqiya. Según el historiador mameluco Safadi, también fue gobernador de Damasco en tiempos de al-Mansur. Falleció en 766, mientras se dirigía a participar en una incursión de verano contra el Imperio bizantino.
Sus hijos también tuvieron carreras señaladas: Jafar fue sahib al-shurta de Harún al-Rashid y gobernador de Jorasán, mientras que Nasr fue gobernador de Palestina y de Sindh.